# Rock Creek (Minnesota)
Rock Creek is een plaats (city) in de Amerikaanse staat Minnesota, en valt bestuurlijk gezien onder Pine County.

## Demografie
Bij de volkstelling in 2000 werd het aantal inwoners vastgesteld op 1119.
In 2006 is het aantal inwoners door het United States Census Bureau geschat op 1362, een stijging van 243 (21.7%).

## Geografie
Volgens het United States Census Bureau beslaat de plaats een oppervlakte van
112,2 km², waarvan 111,3 km² land en 0,9 km² water.

## Plaatsen in de nabije omgeving
De onderstaande figuur toont nabijgelegen plaatsen in een straal van 20 km rond Rock Creek.